# Amerikanische Pfuhlschnepfe
Die Amerikanische Pfuhlschnepfe (Limosa fedoa, gelegentlich auch als Marmorschnepfe bezeichnet) ist ein großer Watvogel aus der Familie der Schnepfenvögel. Schwärme dieser Vögel können während der Wintermonate an den Küsten Nordamerikas beobachtet werden, während der Brutzeit migriert die Art jedoch zum Teil weit ins Landesinnere. Galt die Art einst als sehr häufiger Vogel, wurden ihre Bestände im 19. Jahrhundert durch Überjagung erheblich dezimiert. Dennoch gilt die Amerikanische Pfuhlschnepfe zurzeit als nicht gefährdet.

## Merkmale
Die Amerikanische Pfuhlschnepfe erreicht bei einem Gewicht von 285 bis 454 g eine Größe zwischen 42 und 48 cm, womit sie die größte der vier Arten der Pfuhlschnepfen ist. Ihre Flügelspannweite liegt bei circa 74 bis 78 cm. Weibchen sind grundsätzlich etwas größer und schwerer als ihre männlichen Artgenossen, ein weitergehender Sexualdimorphismus findet sich bei der Art hingegen nicht. Insgesamt entspricht das Erscheinungsbild mit langen Beinen und kurzen Flügeln und Steuerfedern dem eines typischen Watvogels. Der Hals ist lang und flexibel, der Kopf wirkt verhältnismäßig klein. Hervorstechendstes Merkmal ist der etwa 8 bis 13 cm lange, im Verlauf leicht nach oben gebogene Schnabel der Vögel. Dieser ist an der Basis hellrosa gefärbt, zur Spitze hin geht die Färbung jedoch langsam in ein kräftiges Schwarz über. Beine und Füße sind hingegen weniger auffällig in hellen Grau- oder Brauntönen gehalten. Außerhalb der Brutzeit ist das Gefieder an der Unterseite einheitlich cremefarben, während sich an Mantel, Schulterblattfedern und der dritten Reihe der Schwungfedern eine dunkelbraune Färbung mit cremefarbenen Akzenten zeigt. An den Flanken findet sich eine Bänderung in dunkelbrauner Farbe. Für die Brutzeit bilden die Vögel ein Prachtkleid aus, das durch eine stärker ausgeprägte Bänderung der Flanken und zusätzliche Bänderungen in gleicher Farbe im Brustbereich geprägt ist. Im Jugendkleid ist das Gefieder allgemein schlichter gefärbt. Die Farbgebung entspricht im Wesentlichen der der Adulten außerhalb der Brutzeit, ist jedoch insgesamt blasser. Die Bänderung an den Flanken fehlt noch völlig.
Verwechslungen können bei oberflächlicher Betrachtung mit einer Reihe ähnlicher Arten im selben Verbreitungsgebiet vorkommen. Mögliche Kandidaten hierfür sind der Hudsonbrachvogel (Numenius hudsonicus) und der Rostbrachvogel (Numenius americanus), die jedoch, neben subtileren Unterschieden bei der Farbgebung, vor allem durch den nicht nach oben gebogenen Schnabel unterschieden werden können. Im Falle des Rostbrachvogels kommt hinzu, dass diese Vögel erheblich größer als Amerikanische Pfuhlschnepfen werden.

## Verhalten
Amerikanische Pfuhlschnepfen sind flugfähige Vögel, die sich jedoch zumeist am Boden aufhalten, wo sie in der Lage sind sich schnell rennend fortzubewegen. Darüber hinaus sind sie für die Nahrungssuche in tieferem Wasser auch in der Lage zu schwimmen. Längere Strecken im Flug legen Amerikanische Pfuhlschnepfen fast nur während der jährlichen Migration in ihre Brutgebiete zurück, die die Vögel in großen Schwärmen von den Küsten weiter ins Inland Nordamerikas führt. Einige wenige Exemplare – vermutlich Jährlinge – beteiligen sich allerdings nicht an der Migration und verbleiben auch den Winter über in den Küstenregionen. Das Flugmuster wird als direkt und von starken, häufig wiederholten Flügelschlägen geprägt beschrieben. Aggressives Territorialverhalten zeigt die Art außerhalb der Brutzeit nur sehr selten, im Gegenteil handelt es sich um soziale Vögel, die während der Nahrungssuche und an Ruheplätzen große, gemischte Schwärme mit Hudson- und Rostbrachvögeln bilden. Diese können aus mehreren hundert Exemplaren bestehen, wobei die Amerikanischen Pfuhlschnepfen zumeist am zahlreichsten vertreten sind. Innerhalb dieser Schwärme warnen sich die Vögel gegenseitig durch Alarmrufe vor Bedrohungen. Der am häufigsten gehörte Ruf der Art wird als ein nasales, lachendes ah-ha oder ahk beschrieben. Ein besonderer Ruf findet Anwendung, wenn sich ein Neuankömmling zu einem bestehenden Schwarm hinzugesellt. Es wird spekuliert, dass diese Lautäußerungen dazu dienen, Aggressionen gegenüber dem neu eintreffenden Vogel zu reduzieren oder ganz zu vermeiden. Grundsätzlich scheint die Art in ihren Brutgebieten ruffreudiger zu sein als während der Wintermonate. Lautäußerungen während der Brut werden als lachendes radica, radica, radica beschrieben.

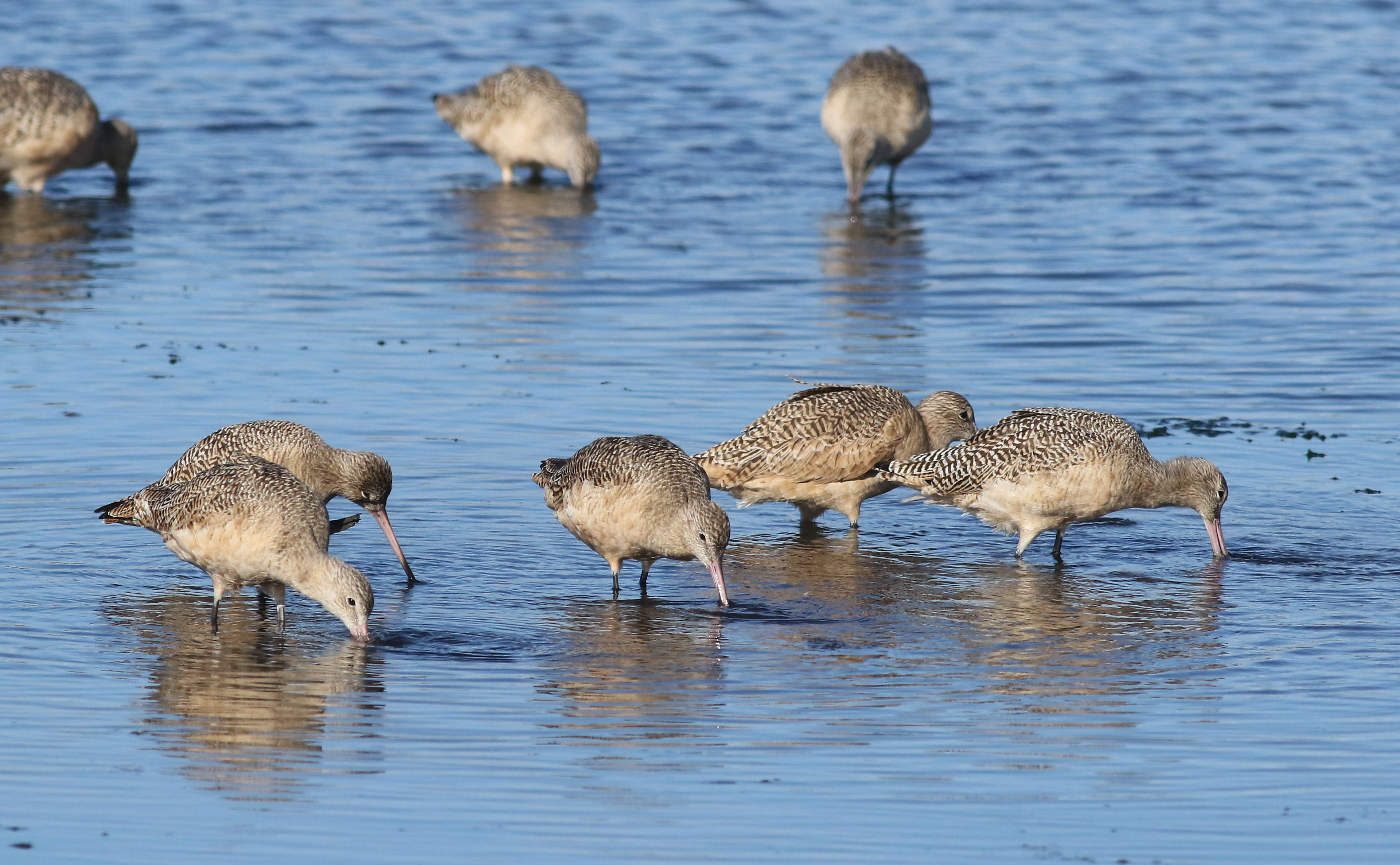
Eine Gruppe Amerikanischer Pfuhlschnepfen bei der Nahrungsaufnahme am Strand von Moss Landing, Kalifornien

### Ernährung
Die Bandbreite der aufgenommenen Nahrung variiert stark saisonal und hängt davon ab, ob die Vögel sich in ihren Winterquartieren an der Küste oder in den Brutgebieten im Inland aufhalten. So stehen im Winter unter anderem Krabben, Muscheln, Erdwürmer und Vielborster auf dem Speiseplan. In den Sommermonaten werden hingegen vor allem Insekten wie etwa Grashüpfer, kleine Fische und Egel, aber auch Knollen und Wurzeln von Wasserpflanzen aufgenommen. Gelegentlich kann auch der Verzehr von Samen und Nüssen beobachtet werden. Während der Nahrungssuche waten Amerikanische Pfuhlschnepfen langsam durch schlammige Bereiche oder flaches Wasser und bohren ihren langen, empfindsamen Schnabel suchend in den weichen Untergrund. Der Schnabel wird dabei oft bis zur Basis versenkt, in überschwemmten Bereichen wird der Kopf dabei teilweise vollständig unter Wasser gehalten. Mit der Nahrungssuche verbringen die Vögel einen erheblichen Teil ihrer aktiven Zeit. Eine Studie im kanadischen Manitoba während des Spätsommers ergab, dass Amerikanische Pfuhlschnepfen mehr als 60 % des Tages mit der Suche und Aufnahme von Nahrung beschäftigt sind, wobei sich diese Aktivitäten teilweise bis in die Nacht erstrecken können. Statt von der Tageszeit sind zumindest an den Küsten Ruhe- und Aktivitätsphasen der Art eher von den Gezeiten abhängig. So begeben sich die Vögel bei Ebbe auf Nahrungssuche, während der Flut begeben sie sich dann zu ihren Ruheplätzen.

### Fortpflanzung

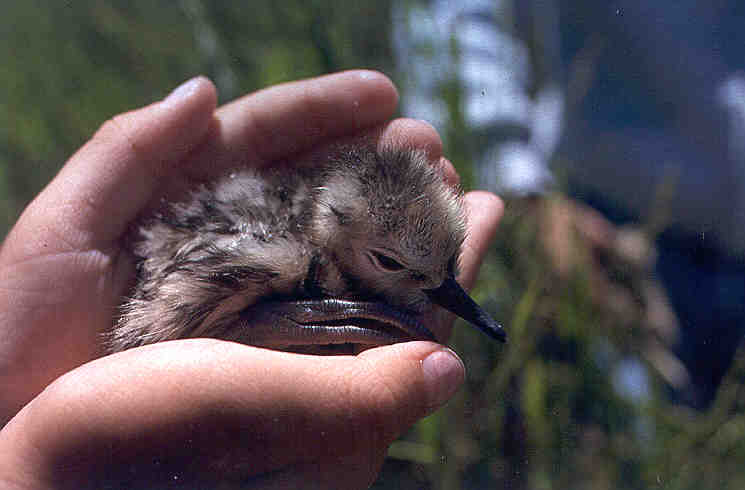
Jungvogel in der Hand eines Forschers

Amerikanische Pfuhlschnepfen ziehen im April oder Mai in ihre Brutgebiete, die sich überwiegend auf den Ebenen im Norden der Vereinigten Staaten und im Süden Kanadas befinden. Feuchte Gebiete ohne hohe, dichte Vegetation werden dabei bevorzugt angeflogen. Weiter südlich ansässige Populationen beginnen tendenziell später mit der Migration als ihre weiter nördlich lebenden Artgenossen. Haben die Vögel ihre Ziele erreicht, findet die Balz statt, bei der die Männchen versuchen, die Weibchen durch Zurschaustellungen ihrer Flugkünste für sich zu gewinnen. Dabei steigen sie in engen Kreisen in große Flughöhen auf, um dann in einen plötzlichen, steilen Sturzflug überzugehen. Haben sich Paare gefunden, bleiben diese für die Dauer der eigentlichen Brutzeit von Mai bis August monogam. Brütende Amerikanische Pfuhlschnepfen schließen sich zu losen Kolonien zusammen, in denen keine festen territorialen Abgrenzungen zwischen den einzelnen Nistplätzen zu erkennen sind. Die Auswahl des Standorts und der eigentliche Bau des Nests liegen zunächst allein beim Männchen, das hierzu mit den Füßen am Boden scharrt, bis sich eine flache Mulde gebildet hat. Als Standort werden fast immer Areale mit vorhandener, aber niederigwachsender Vegetation gewählt. Akzeptiert das Weibchen das begonnene Nest, hilft es dabei den Nestbau durch Auskleidung der Mulde mit Gräsern, Blättern, Flechten und Moosen abzuschließen. Gelegentlich arrangieren die Vögel gefundene Gräser auch zu einer Art überhängendem Baldachin, der das Nest teilweise vor der Witterung schützt. Nach der Fertigstellung der Nistmulde legt das Weibchen in den allermeisten Fällen vier, sehr selten auch drei oder fünf Eier. Diese besitzen eine blass cremefarbene oder olivgrüne Grundfärbung, die mit dunkelbraunen und gräulich-lila Flecken und Tupfern gesprenkelt ist. Die Bebrütung erfolgt durch beide Altvögel gleichermaßen und dauert zwischen 24 und 26 Tagen an, bis die Nachkommen schließlich schlüpfen. Die Jungvögel sind unmittelbar nach dem Schlüpfen bereits von einer Schicht weicher Daunen bedeckt, ihre Augen sind sofort geöffnet. Darüber hinaus können sie bereits kurz nach der Geburt laufen und betteln bei den Eltern um Nahrung. Als Nestflüchter verlassen sie den Nistplatz bereits nach einem oder zwei Tagen, bleiben jedoch noch einige Zeit von der Versorgung der Eltern abhängig. Ihre Nahrung fangen die Jungvögel allerdings schon direkt nach Verlassen des Nests völlig selbstständig. In der ersten Zeit kümmern sich beide Eltern noch gemeinsam um die Beaufsichtigung der Jungen und Verteidigung gegen Fressfeinde, nach einem Zeitraum von 15 bis 26 Tagen zieht sich die Mutter jedoch typischerweise zurück und überlässt die weitere Pflege allein dem Vater. Dieser kümmert sich noch bis zur Erlangung der Flugfähigkeit um den Nachwuchs, nachdem diese eingetreten ist, sind die Jungvögel vollständig unabhängig. In welchem Alter die Vögel geschlechtsreif werden, ist unbekannt, die hohe Lebenserwartung der Art von bis zu 30 Jahren spricht jedoch eher für ein verhältnismäßig spätes Eintreten der Geschlechtsreife.

## Verbreitung und Gefährdung

Verbreitungsgebiet der Amerikanischen Pfuhlschnepfe. (Nur Nominatform L. f. fedoa)
Brutgebiete
Winterquartiere

### Verbreitungsgebiete und Migration
Bei der Amerikanischen Pfuhlschnepfe handelt es sich um eine rein neuweltliche Art, deren Verbreitungsgebiet in Nord- und Mittelamerika liegt. Außerhalb der Brutzeit ist die Art ein Bewohner der Küstengebiete, wobei der pazifische Teil des Verbreitungsgebiets sich in etwa von Zentral-Kalifornien im Norden bis in den äußersten Norden Nicaraguas im Süden erstreckt. Etwa die Hälfte des Weltbestandes verbringt den Winter in einem relativ kleinen Gebiet zwischen der Bucht von San Francisco und der Halbinsel Baja California. Dort konnte im Januar 1994 ein riesiger Schwarm aus etwa 70.000 Amerikanischen Pfuhlschnepfen beobachtet werden, die größte bisher bekannte Konzentration dieser Vögel. Versprengte Populationen finden sich noch bis auf Höhe des US-Bundesstaates Washington und bis nach Panama. An der Atlantikküste ist das Verbreitungsgebiet zweigeteilt. Es reicht zum einen etwa von Louisiana bis zur Spitze der mexikanischen Yucatán-Halbinsel, zum anderen noch einmal vom Westen Floridas bis an die Grenze zwischen den Bundesstaaten North Carolina und Virginia. Zumindest einzelne Vögel verbringen den Winter offenbar erheblich weiter im Süden. So sind etwa Berichte von Amerikanischen Pfuhlschnepfen aus Kolumbien, Chile oder Trinidad und Tobago bekannt. Zu Beginn der Brutzeit migriert der Großteil der globalen Population in die Great-Plains-Region im Inland der Vereinigten Staaten und Kanadas. Auf amerikanischer Seite sind dies die Bundesstaaten Montana, North und South Dakota, in Kanada die Provinzen Alberta, Saskatchewan und Manitoba sowie ein Gebiet rund um den Nipigonsee in Ontario. Des Weiteren finden sich zwei deutlich kleinere, abgelegene Brutgebiete an der James Bay im Norden Ontarios und Québecs sowie im äußersten Südwesten Alaskas. Als Brutgebiete geeignet sind in erster Linie Prärie-Gebiete mit kurzem bis moderat hohem Pflanzenbewuchs von etwa 15 bis maximal 60 cm Höhe und in der Nähe verfügbarer Feuchtgebiete. Anscheinend werden in moderner Zeit durch Nutzvieh beweidete Areale bevorzugt. Gemieden werden hingegen intensiver bewirtschaftete Agrarlandschaften. Waren die Migrationsrouten der Art lange Zeit nicht genau bekannt, stellte eine Studie in den Jahren 2006 bis 2010 ein ungewöhnliches Zick-Zack-Muster bei der Wanderung der Amerikanischen Pfuhlschnepfe fest. So nisten etwa Vögel, die am Golf von Kalifornien überwintern, vorwiegend im Osten Kanadas. Vögel mit Winterquartieren an der Küste Georgias zieht es hingegen weiter westlich in die Dakotas. Wichtigster Zwischenstopp ist die Bear River Migratory Bird Refuge am Großen Salzsee im Bundesstaat Utah.

### Bestand und Gefährdung
In historischer Zeit bis etwa zum Ende des 19. Jahrhunderts galt die Amerikanische Pfuhlschnepfe als sehr häufige und ausgesprochen weit verbreitete Vogelart. Der amerikanische Arzt und Ornithologe Thomas Sadler Roberts erforschte die Art für sein 1932 erschienenes Werk The Birds of Minnesota und lieferte folgende Beschreibung über ihre Häufigkeit:

“The great Marbled Godwit was so abundant, so constant and insistent, in its attentions to the traveler on the prairie, and so noisy that it became at times an actual nuisance.”

„Die große Amerikanische Pfuhlschnepfe war so reichlich vorhanden, so unaufhörlich und aufdringlich in ihrer Aufmerksamkeit für den Reisenden in der Prärie und so lärmend, dass sie zeitweise ein echtes Ärgernis wurde.“

Seit dem 19. Jahrhundert sah sich die recht einfach zu erlegende Art jedoch einer konstanten Bejagung auf Grund ihres wohlschmeckenden Fleisches ausgesetzt, die zu einem Einbruch der Bestandszahlen führte. Aktuelle Einschätzungen des Bestandes reichen von 140.000 bis 200.000 lebenden Exemplaren, der allgemeine Populationstrend scheint jedoch weiterhin abnehmend zu sein. Dennoch stuft die IUCN die Amerikanische Pfuhlschnepfe mit Stand 2016 auf der niedrigsten Gefährdungsstufe least concern ein. Als Hauptgrund hierfür nennt die Organisation das noch immer sehr große Verbreitungsgebiet der Art. Heute sind Amerikanische Pfuhlschnepfen vor direkter Bejagung geschützt, eine Bedrohung für den Fortbestand der Art stellt jedoch das fortschreitende Verschwinden von Feuchtgebieten dar, die die Vögel zur Fortpflanzung benötigen. Hinzu kommt eine regelmäßige Prädation durch Waschbären und Streifenskunks, insbesondere in der Nähe von menschlichen Siedlungen.

## Systematik

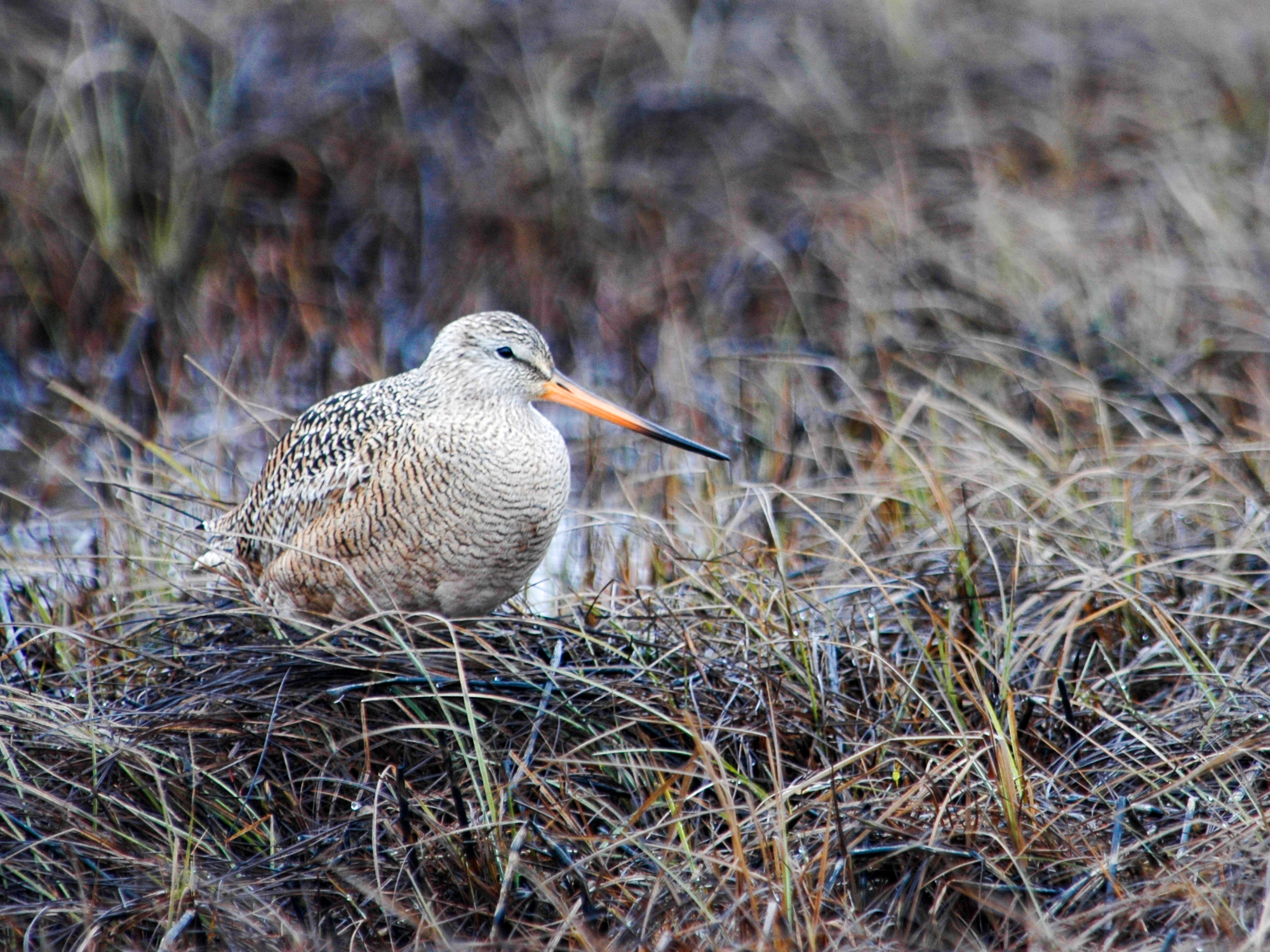
Amerikanische Pfuhlschnepfe der Unterart L. f. beringiae in der Nähe von Ugashik, Alaska

Die Erstbeschreibung der Amerikanischen Pfuhlschnepfe stammt aus dem Jahr 1758 und geht auf den schwedischen Naturforscher Carl von Linné zurück. Er beschrieb die Art unter dem wissenschaftlichen Namen Scolopax fedoa und stellte sie damit zunächst zu den Eigentlichen Schnepfen. Heute bildet sie hingegen, gemeinsam mit drei weiteren Arten, die 1760 durch Mathurin-Jacques Brisson beschriebene Gattung Limosa. Neben der Nominatform L. f. fedoa wird seit Ende der 1980er-Jahre die kleine in Alaska brütende Population als eigene Unterart L. f. beringiae angesehen. Als Unterscheidungsmerkmale dienen ein allgemein massigerer Körperbau, kürzere Laufknochen und Flügel sowie kleinere Schnabelfirste. Bei der Färbung des Gefieders bestehen hingegen keine Unterschiede.
- L. f. fedoa (Linnaeus, 1758)
- L. f. beringiae Gibson & Kessel, 1989